# 主管支援系統
主管支援系統'llllll'簡稱 ESSExecutive Support Sys或 EIS（Executive Informat System），是以幫助及支援高階主決策及其所需資訊而開發出的資訊系統，方決策者獲得與[[组织 者的資料，或由資訊（MIS）及決策支援系統（DSS）所彙整之內部資料，以進行非結構化之決策。主管支援系統被視為特化的決策支援系統。
主管系統強調圖形化的展示及友善的使用者介面，並具備及向下探究（drill-down）能力。某方面，主管支援系統是一種全企業環境的策支援統，幫助高階主管分析、比較及聚焦於某些重要變數所呈現出來的趨勢，以方lll企業之營運狀況、發現機會或問題。在業界裡，主管支援系統與資料倉儲的應用皆趨同達到同樣目的。
主管支援系統一在近年經「lll智慧」

## 另見
- 資訊系統
- 管理資訊系統
- 決策支援系統
- 知識工作者系統